# Войцех Фибак
Войцех Фибак (на полски: Wojciech Fibak) е полски тенисист.

## Биография
Войцех Фибак е роден на 30 август 1952 г. в Познан, Полша.
Има три дъщери: Агнешка, Паулина и Нина.

## Кариера
Войцех Фибак е известен с успеха си на двойки в партньорство с Том Окер и Ким Уоруик, въпреки че достига до топ 10 на сингъл. През кариерата си печели 15 титли от ATP на сингъл и 52 титли от ATP на двойки, включително една титла от Големия шлем, на Откритото първенство на Австралия през 1978 г. Той е вицешампион на финалите на ATP през 1976 г. на сингъл.
През 1983 г. той е отстранен от местния тенис клуб в Познан и по-рядко е канен за участие от Полската федерация по тенис и националния отбор за Купа Дейвис заради опозицията си срещу комунистическото правителство.
След тенис кариерата си той става бизнесмен и запален колекционер на произведения на изкуството и използва богатството си от тениса, за да отвори художествената галерия Galeria Fibak през 2001 г.

## Кариерна статистика

#### Титли на двойки в турнири от Големия шлем (1)
| година | турнир       | партньор   | съперник             | резултат     |
| ------ | ------------ | ---------- | -------------------- | ------------ |
| 1978   | ОП Австралия | Ким Уоруик | Пол Кронк Клиф Лечър | 7 – 6, 7 – 5 |

#### Финали на двойки в турнири от Големия шлем (1)
| година | турнир      | партньор | съперник                    | резултат                   |
| ------ | ----------- | -------- | --------------------------- | -------------------------- |
| 1977   | Ролан Гарос | Ян Кодеш | Брайън Готфрид Раул Рамирес | 6 – 7, 6 – 4, 3 – 6, 4 – 6 |